# Corps de logis

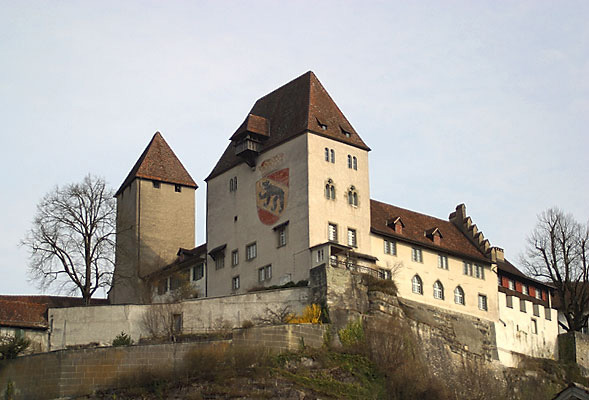
Corps de logis del castell de Burgdorf, amb l'escut de Berna

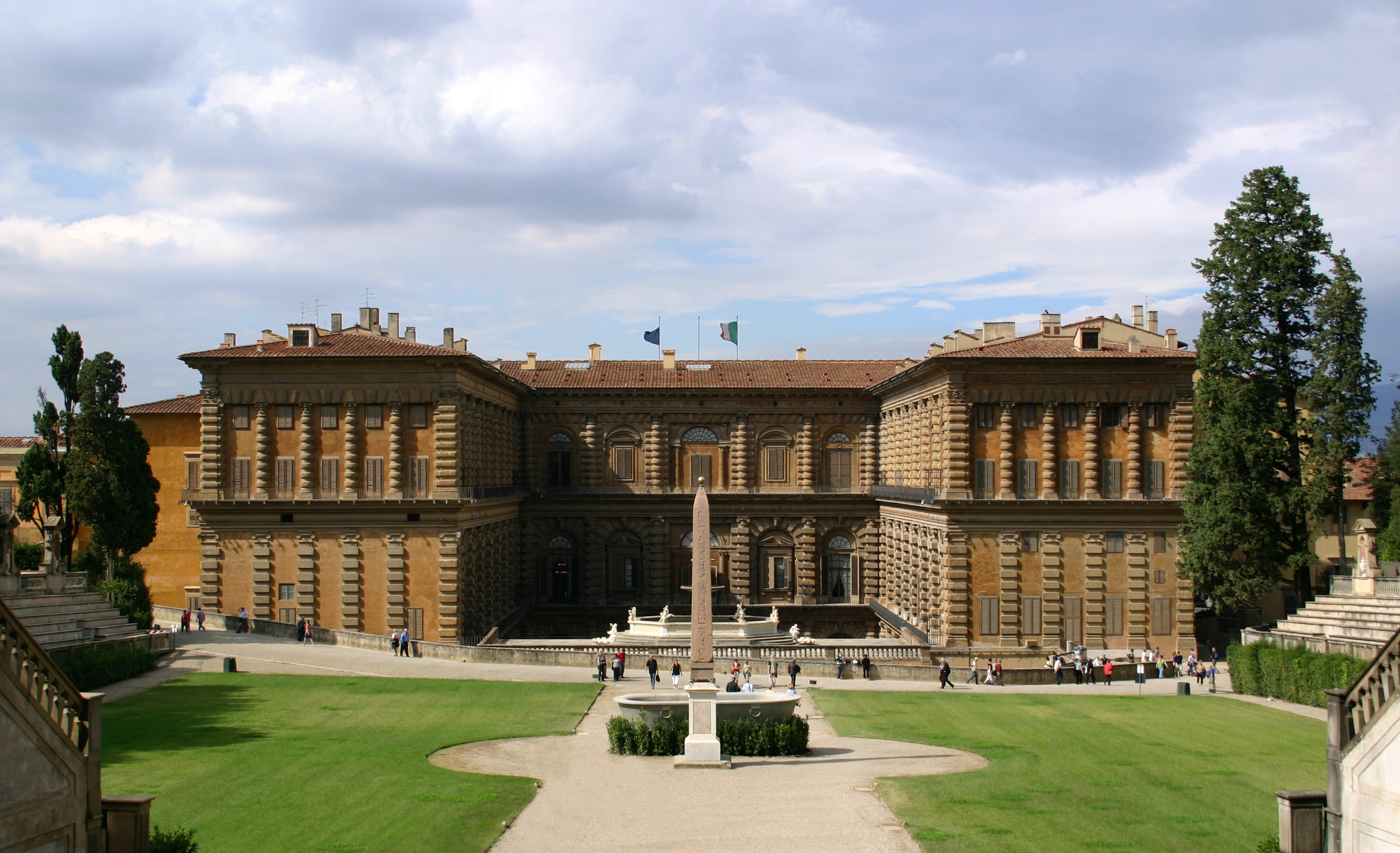
El corps de logis del Palazzo Pitti amb una ala a cada costat

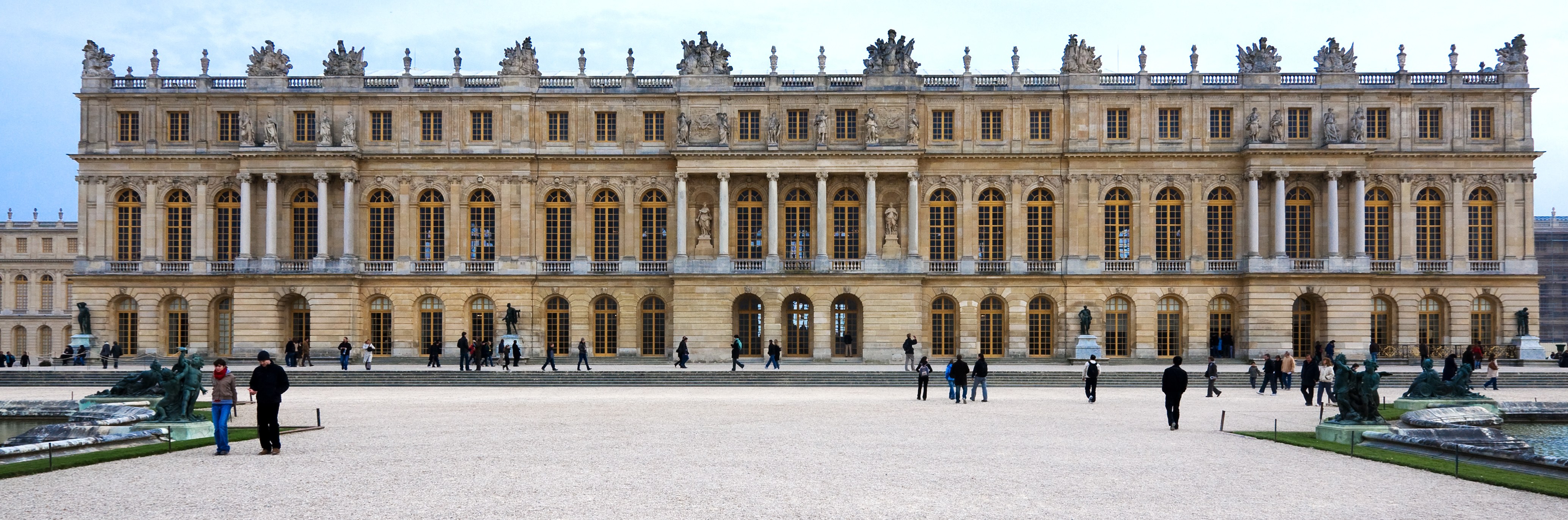
Corps de logis del palau de Versalles sobreixent al jardí

Corps de logis, també anomenat corps principal, és un terme emprat en arquitectura per a designar el cos principal o central d'un edifici tradicional.
En l'arquitectura residencial tradicional, el logis és la part dels edificis que inclou els apartaments dels propietaris, espais privats composts de diferents habitacions on es recloïen: tenien una funció molt especialitzada (per exemple, els boudoirs o cambres de bany), mentre que les peces comunes eren tenien un ús més polivalent.
A les residències importants, el corps de logis conté tots els apartaments i les sales principals, inclosos menjadors, salons i cambres (sales de reunió). Les sales més elegants dels castells, cases pairals i palaus solen estar a la primera planta (el piano nobile).
La façana d'aquest cos és la principal perquè conté l'entrada principal. Se sol tractar amb cura perquè aporta la identitat de l'edifici i s'hi troba l'avant-corps que simulen a voltes gablets que acaben amb trams transversals coronats per frontons, i arrière-corps, lleus trets que remarquen sovint les finestres.
En funció de l'estil dels edificis, des de l'edat mitjana se n'afegien sovint ales (cos de l'edifici perllongat del corps de logis o pendicular a aquest, en general de manera simètrica) a les extremitats i se'n destacava el cos central per distingir-lo, sobretot els que tenen un lleu ressalt i finestres decorades amb motius decoratius o caps humans (mascarons). Les ales també se'n poden perllongar cap enrere, i corresponen tant a les dependències com a les galeries.
Quan el conjunt conté una plaça enceclada d'edificis destinada a recepcions, amb el corps de logis al fons, aquesta plaça es denomina cour d'honneur. El jardí se'n sol situar al darrere. Aquesta disposició ha conduït a la forma de l'espai teatral anomenada entre cour et jardin ('entre pati i jardí').
La major part dels edificis d'arquitectura clàssica europea tenen un corps de logis (palau de Versalles, Palazzo Pitti...), així com els castells medievals.